# Cormelles-le-Royal
Cormelles-le-Royal är en kommun i departementet Calvados i regionen Normandie i norra Frankrike. Kommunen ligger i kantonen Caen 10e Canton som ligger i arrondissementet Caen. År 2022 hade Cormelles-le-Royal 5 273 invånare.

## Befolkningsutveckling
Antalet invånare i kommunen Cormelles-le-Royal
Referens: INSEE